# Sousson
Le Sousson est un ruisseau du sud de la France, dans la région Occitanie, dans le département du Gers, affluent du Gers et donc sous-affluent de la Garonne.

## Géographie
De 33,8 km de longueur, le Sousson prend sa source près de Mournède, sur la commune de Aujan-Mournède, et se jette dans le Gers à Pavie en amont d'Auch.

## Département, communes traversés
- Gers, il traverse 14 communes[2] : Aujan-Mournède, Clermont-Pouyguillès, Durban, Labéjan, Lagarde-Hachan, Lasséran, Lasseube-Propre, Loubersan, Lourties-Monbrun, Pavie, Saint-Arroman, Saint-Jean-le-Comtal, Samaran, Seissan.

## Affluents
- Le Galinon : 4,2 km.
- La Gurlanne : 4,2 km
- L'en Traouère : 4,5 km.
- Le Ruisseau des Trémoulets : 4,8 km.